# Saponina
Las saponinas (del latín sapo, "jabón") son glucósidos de esteroides o de triterpenoides, llamadas así por sus propiedades semejantes a las del jabón: cada molécula está constituida por un elemento soluble en lípidos (el esteroide o el triterpenoide) y un elemento soluble en agua (el azúcar), y forman una espuma cuando se las agita en agua. Las saponinas son tóxicas, y se cree que su toxicidad proviene de su habilidad para formar complejos con esteroles, por lo que podrían interferir en la asimilación de estos por el sistema digestivo, o romper las membranas de las células tras ser absorbidas hacia la corriente sanguínea. Existe una gran variedad de plantas que contienen saponinas en distintas concentraciones, como por ejemplo la yucca, el ginseng, la quinua, el tribulus terrestris o el quillay, entre otros. 
Por hidrólisis de las saponinas se obtienen carbohidratos y una aglicona, llamada genéricamente sapogenina, la cual puede tener un esqueleto esteroidal de tipo colano como la esmilagenina (a); de terpeno tipo β-amirina como la chichipegenina (b); tipo α-amiarina como el ácido asiático (c); tipo lupeol como la estallogenina (d) o tetraciclico como el panaxadiol (e), con la excepción de la cripotogenina (f).
Las saponinas forman micelas y cambian la tensión superficial de los líquidos. Su tamaño molecular se encuentra entre los 600 Da y los 2700 Da, pero cuando forman micelas pueden llegar a tener un peso molecular entre 70 y 150 KDa. Se ven afectas al pH de la solución, ya que a altos pH sufren hidrólisis, formándose saponinas de menor peso molecular. 
El sistema espiroacetal (los anillos E y F de a)) son una característica de los sistemas esteroidales, y es variable el número de insaturación, hidroxilos, grupos cetónicos y otros compuestos oxigenados. Las agliconas triterpenoides están bien representadas por el ácido queretaroico. El enlace glicosídico siempre se forma con el oxígeno del carbono 3. Se conocen más de 200 saponinas esteroidales, localizadas principalmente en las cotiledóneas como liliáceas, amarilidáceas y dioscoreáceas, con excepción de las escrofulariáceas. Otras saponinas triterpenoides se han aislado principalmente en dicotiledóneas. 
Las saponinas tienen una acción irritante sobre las células. En el parénquima pulmonar se traduce en una acción expectorante, sobre las células renales produce una acción diurética y sobre los glóbulos rojos una acción hemolítica. Como norma general, las drogas con saponinas producen una acción expectorante, diurética, depurativa, tónico-venosa y de disminución del colesterol. Las esteróidicas sirven como materia prima en la hemisíntesis de hormonas sexuales y corticales. Aunque se absorben mal en el tracto digestivo, favorecen la absorción de otros compuestos: los cardiotónicos.
Existen varias reacciones coloridas para determinar la presencia de saponinas en un extracto, y otras como la siguiente, que no necesitan de reactivos químicos para determinar su presencia: 
Prueba de espuma
Debido a que las soluciones de saponinas presentan actividad óptica, es común medir el contenido de sólidos solubles en solución utilizando un refractometro (también conocido comúnmente como brixómetro) tal y como se hace en la industria vitivinícola. La comparación de las soluciones se hacen siempre a 1ºBx (grado brix). De tener una concentración mayor, la muestra se diluye.
Tomar 1 ml de cada una de las fracciones (polar y apolar) en tubos de ensayo separados, añadir 9 ml de agua a cada uno. Utilizar 1 ml de esta solución en un tubo de ensayo pequeño, agitar vigorosamente por 30 segundos y dejar en reposo durante 15 minutos en la muestra.
La proporción de saponinas se mide en acuerdo a la altura de la espuma sobrenadante así:
- Altura de menos de 5 mm = no se detectan saponinas
- Altura de 5–9 mm = contenido bajo
- Altura de 10–14 mm = contenido moderado
- Altura mayor de 15 mm = contenido alto

El método más exacto para la determinación de la concentración de saponinas en solución está dado por la cromatografía líquida de alto desempeño HPLC. Este método indica la concentración de saponinas y el perfil del extracto o solución y permite mostrar el efecto de la hidrólisis por el notable cambio de perfil.